# Giro di Viso
Il Giro di Viso è un percorso escursionistico a forma di anello intorno al Monviso. Ha come punti di appoggio alcuni rifugi costruiti attorno alla cima più alta delle Alpi Cozie, tra cui il Rifugio Albergo Pian del Re, il Rifugio Quintino Sella, il Rifugio Vallanta e il Rifugio Viso.

## Storia
Il primo Giro di Viso documentato fu effettuato dall'inglese David Forbes con una guida locale, il 1º luglio 1839. Partiti dalla Valle del Guil, il professore Forbes e la sua guida risalirono al Colle delle Traversette, da lì passarono ad Est del Monviso (molto probabilmente scendendo a Pian del Re per poi risalire ai Laghi del Viso), traversarono lo spartiacque molto probabilmente al Passo di San Chiaffredo e discesero nel Vallone di Vallanta, che risalirono fino al Passo di Vallanta; da qui tornarono nella Valle del Guil, e ridiscesero a La Monta in giornata. 
Gli inglesi Whateley e Jenkinson ripeterono il tragitto il 13 e 14 settembre 1854, questa volta in due giorni. Il primo giorno, partendo dalla Valle del Guil, traversarono il Colle delle Traversette ed il Passo di San Chiaffredo, e pernottarono nel Vallone di Vallanta; il secondo giorno tornarono in Valle del Guil attraverso il Passo di Vallanta, indi si spostarono in Val Pellice attraverso il Colle Seilliere.
A causa della mancanza di luoghi di sosta disponibili, le prime guide turistiche del XIX secolo consigliavano di effettuare il Giro di Viso in una giornata unica, accorciando il percorso, rispetto a quello di Forbes, passando dal Passo delle Sagnette; in questo modo si stimava una durata dell'escursione di circa 12 ore. In seguito, il Giro del Viso divenne una "classica" dell'escursionismo. Già noto agli escursionisti italiani negli anni '60 del XX secolo, il Giro del Viso fu reso popolare dagli escursionisti francesi a partire dagli anni '70.

## Descrizione
È possibile percorrere il Giro di Viso partendo da una delle due valli italiane: Valle Po oppure Valle Varaita oppure dalla valle francese: Valle del Guil. L'anello completo può essere concluso da un minimo di due giorni fino ad un massimo di sei giorni. Talvolta si completa il tour con l'ascensione alla vetta del Monviso.
Una delle mete che più caratterizzano la partenza del "Giro di Viso" è località Castello, frazione di Pontechianale in Alta Valle Varaita.

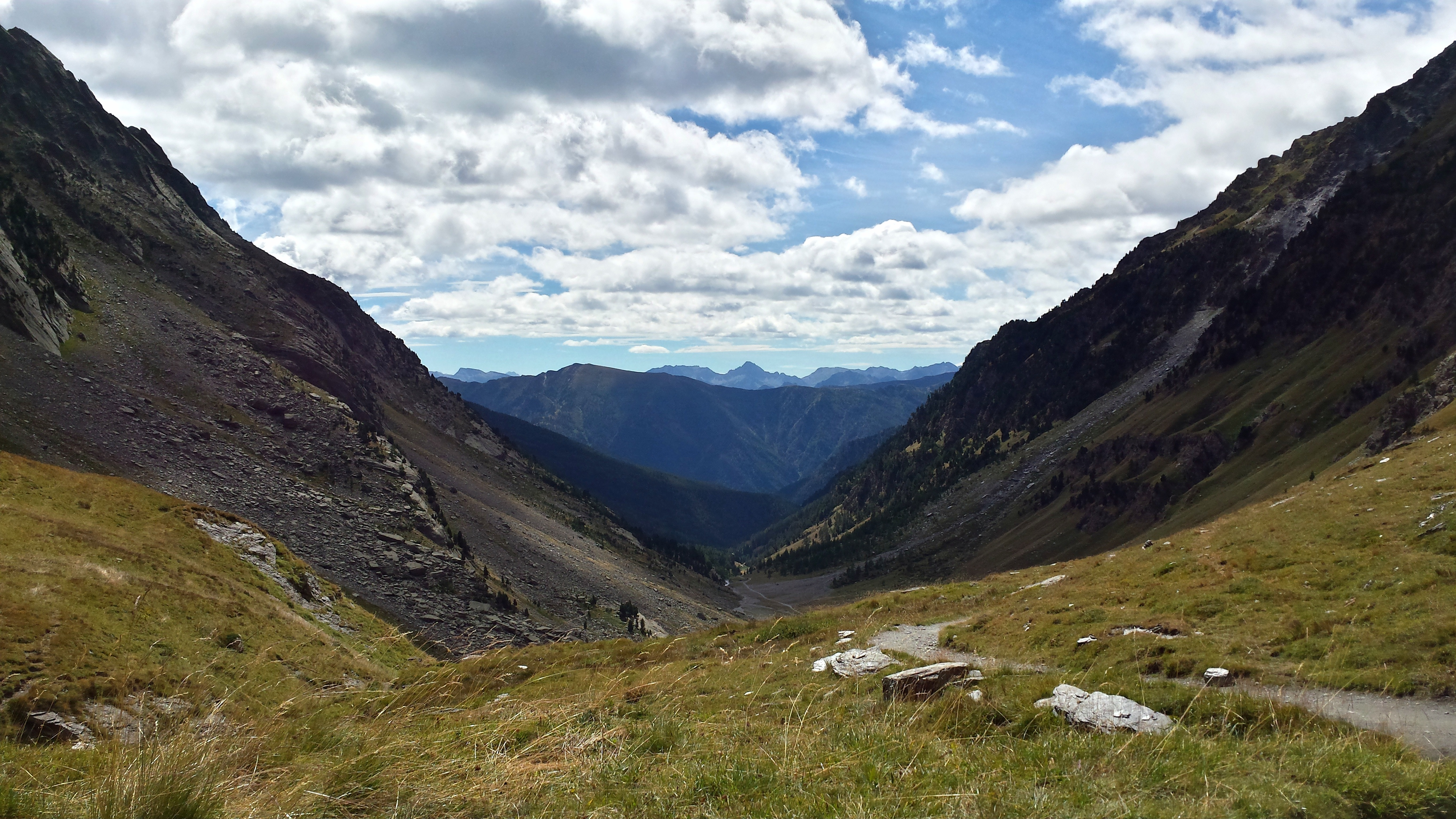
Il Vallone di Vallanta in direzione Castello (Pontechianale) dall'omonimo rifugio.

### Rifugi alpini
I rifugi interessati al giro di Viso sono i seguenti:
- Rifugio Quintino Sella al Monviso (2640 m) in alta valle Po
- Rifugio Vitale Giacoletti (2741 m) in alta Valle Po
- Rifugio Alpetto (2268 m) in alta Valle Po
- Rifugio Vallanta (2450 m) in alta Valle Varaita
- Rifugio Viso (2460 m) nella Valle del Guil (Francia).

## Tappe tipiche

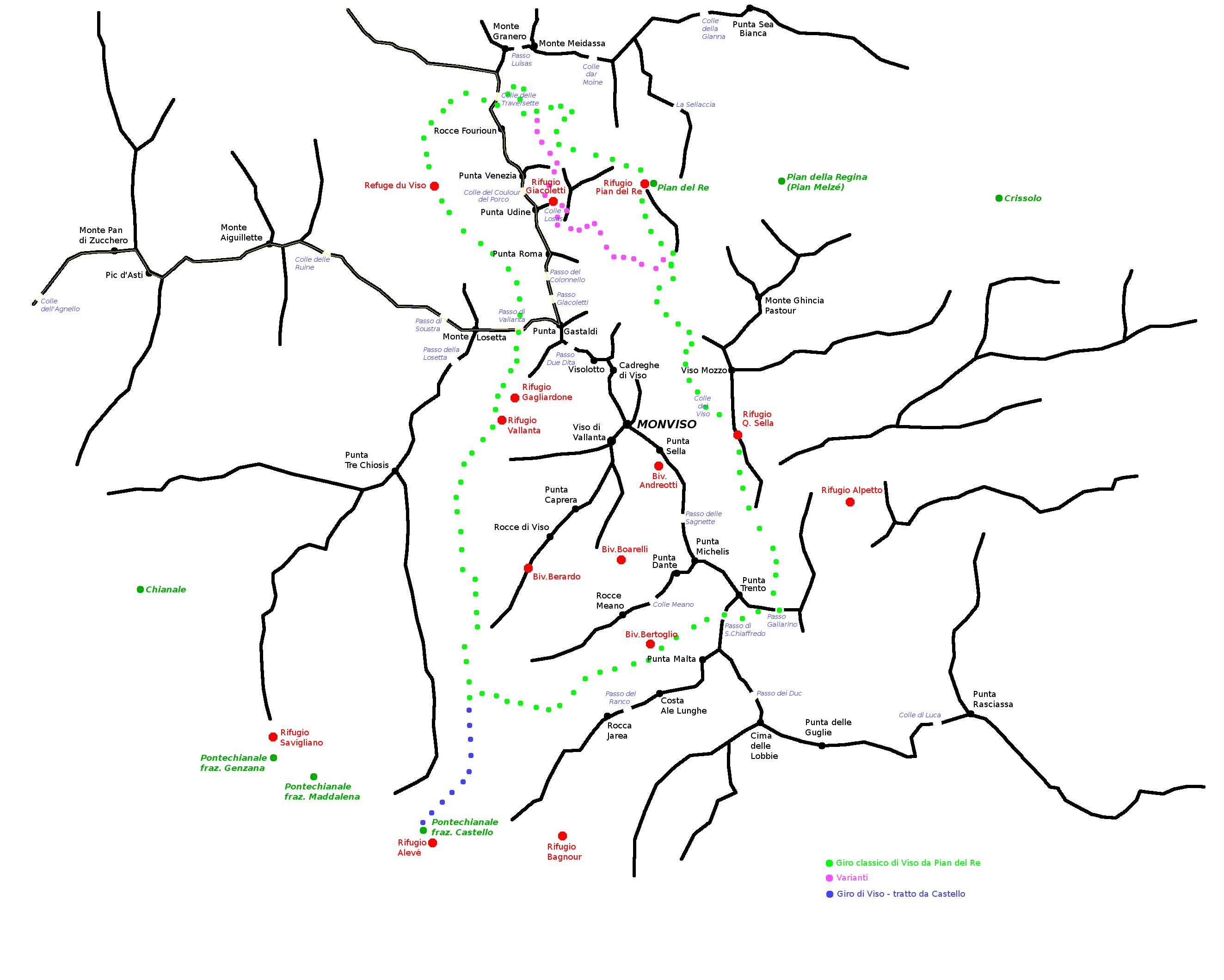
Mappa generale dell'area del Monviso, con indicato il tracciato del Giro di Viso

Dal Rifugio Vitale Giacoletti al Rifugio Viso
Tempo di percorrenza: 3,30÷4,00 ore.

Il percorso si snoda dapprima attraverso lo storico Sentiero del Postino; poi si passa in territorio francese o attraverso il Colle delle Traversette oppure attraverso il caratteristico Buco di Viso; infine si scende al rifugio Viso.
Dal Rifugio Viso al Rifugio Vallanta
Tempo di percorrenza: 2,30 ore.

Dal rifugio si sale dapprima al lago Lestio (2510 m) e poi al Passo di Vallanta (2815 m), il quale segna il confine tra la Francia e l'Italia. Dal passo si scende lungo il Vallone di Vallanta fino a raggiungere il rifugio di Vallanta.
Dal Rifugio Vallanta al Rifugio Quintino Sella
Tempo di percorrenza: 4,00÷4,30 ore.

Dal rifugio si scende lungo il Vallone di Vallanta fino ad incontrare alle Grange Gheit (m 1912) il sentiero che, partendo dalla frazione Castello di Pontechianale, porta al rifugio Quintino Sella. Si sale al Passo di San Chiaffredo (m 2764), si attraversa il Passo Gallarino (2727 m) e si scende al rifugio Quintino Sella (m 2640).

In alternativa al Rifugio Sella si può utilizzare il Rifugio Alpetto.
Dal Rifugio Quintino Sella al Rifugio Vitale Giacoletti
Tempo di percorrenza: 2,30÷3,00 ore.

Dal rifugio si scende al Lago Chiaretto (2261 m) e di qui si risale al rifugio Giacoletti (2741 m).
Da Pian del Re al Rifugio Quintino Sella
Tempo di percorrenza: 2,30÷3,00 ore.

Da Pian del Re si segue il sentiero V13; si passano il Lago Fiorenza ed il Lago Chiaretto, si raggiunge il Colle dei Viso e da qui si raggiunge in breve il Rifugio Quintino Sella.
Dal Rifugio Viso a Pian del Re
Tempo di percorrenza: 3,00÷3,30 ore.

Dal Rifugio Viso si risale verso il Colle delle Traversette; si passa sul versante italiano attraverso il medesimo, oppure attraverso il Buco di Viso, e da qui si ridiscende verso il Pian del Re seguendo l'antica Via del Sale.

## Giro di Viso ed altri sentieri

### Grande Traversata delle Alpi
Il sentiero della Grande Traversata delle Alpi in Provincia di Cuneo prevede una variante, chiamata Giro del Monviso, che compie il periplo della montagna passando però su un percorso alternativo, leggermente più lungo.
Il punto di partenza previsto è Pontechianale; il percorso sale a Chianale attraverso il Colle del Rastel, poi percorre il Vallone di Soustra fino al Passo della Losetta, da cui scende al Rifugio Vallanta. Da qui il percorso segue il tracciato: Passo di Vallanta - Rifugio Viso - Colle delle Traversette - Pian del Re (tappa a Pian Melzè) - Rifugio Quintino Sella - Passo di San Chiaffredo - Castello per chiudersi ad anello a Pontechianale.

### Via Alpina
Parte dell'itinerario del Giro di Viso è percorso anche dall'itinerario blu della Via Alpina, che prevede qui le tappe D46 (Pian del Re-Rifugio Viso) e D47 (Rifugio Viso-Rifugio Savigliano). Rimane escluso il tratto che dal Vallone di Vallanta porta al Rifugio Quintino Sella ed al Pian del Re.